# Hiến pháp Xô viết 1936
Hiến pháp Xô viết năm 1936 (tiếng Nga: Конституция СССР 1936 года, Сталинская конституция, Конституция победившего социализма), thông qua ngày 5 tháng 12 năm 1936, và còn được gọi là hiến pháp "Stalin", thiết kế lại chính phủ Liên Xô. Bắt đầu từ năm 1936, ngày 05 tháng 12 đã được tổ chức là ngày hiến pháp ở Liên Xô cho đến khi hiến pháp Liên Xô 1977 của chuyển ngày này sang ngày 07 tháng 10. Trước năm 1936, không có Hiến pháp ngày Liên Xô.
Hiến pháp này lần đầu tiên đề cập đến Đảng cộng sản Liên Xô (không có trong hiến pháp Xô viết 1924). Hiến pháp này tồn tại trong 41 năm.

## Các quy định cơ bản
Hiến pháp bãi bỏ hạn chế về quyền bầu cử và quyền đầu phiếu phổ thông và quyền làm việc để đảm bảo quyền của hiến pháp trước đó. Translation
Ngoài ra, Hiến pháp công nhận quyền kinh tế xã hội tập thể bao gồm cả quyền làm việc, nghỉ ngơi và giải trí, bảo vệ sức khỏe, chăm sóc lúc tuổi già và bệnh tật, nhà ở, giáo dục và các quyền lợi văn hóa.
Hiến pháp cũng quy định cho các cuộc bầu cử trực tiếp đối với tất cả các cơ quan chính phủ và tổ chức lại của các cơ quan này thành một hệ thống thống nhất. Bản hiến pháp được soạn thảo bởi một ủy ban đặc biệt của 31 thành viên trong đó Joseph Stalin làm chủ tịch.

## Kỷ niệm
Cho đến năm 1977, nó được tổ chức vào ngày 5 tháng 12 hàng năm như một ngày lễ chính thức của nhà nước là Ngày Hiến pháp.

Dấu ấn của Liên Xô năm 1952, vinh danh kỷ niệm 15 năm Hiến pháp của Stalin. Hoa văn được vẽ bởi Pavlov.
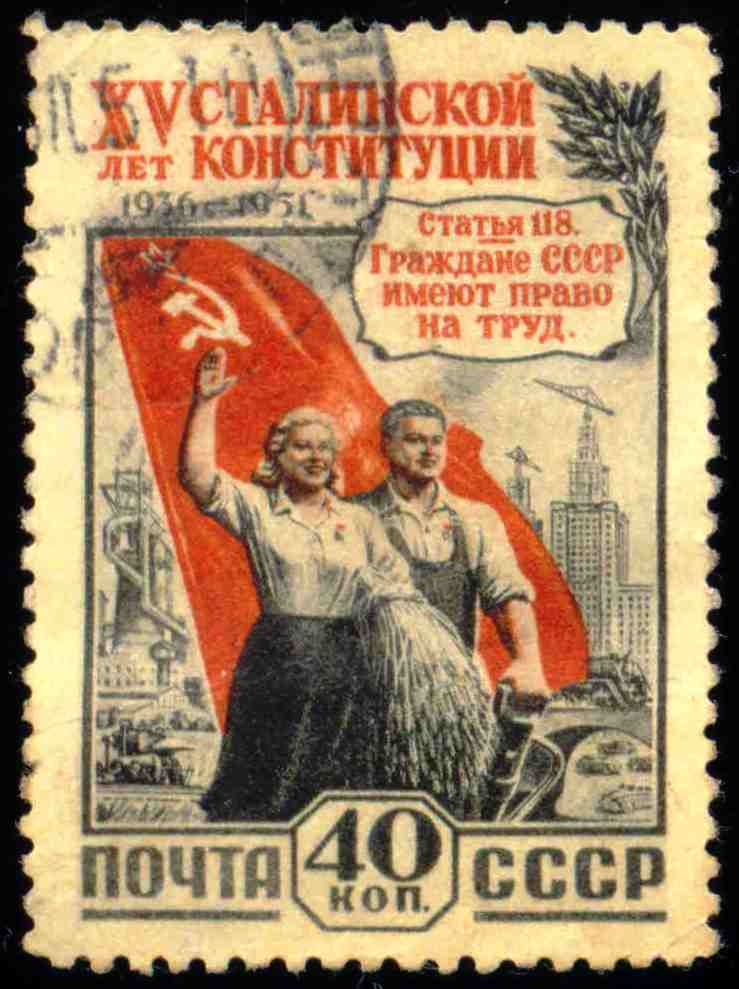
(ЦФА [ИТЦ «Марка»] № 1679)
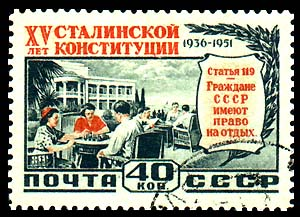
(ЦФА [ИТЦ «Марка»] № 1680)
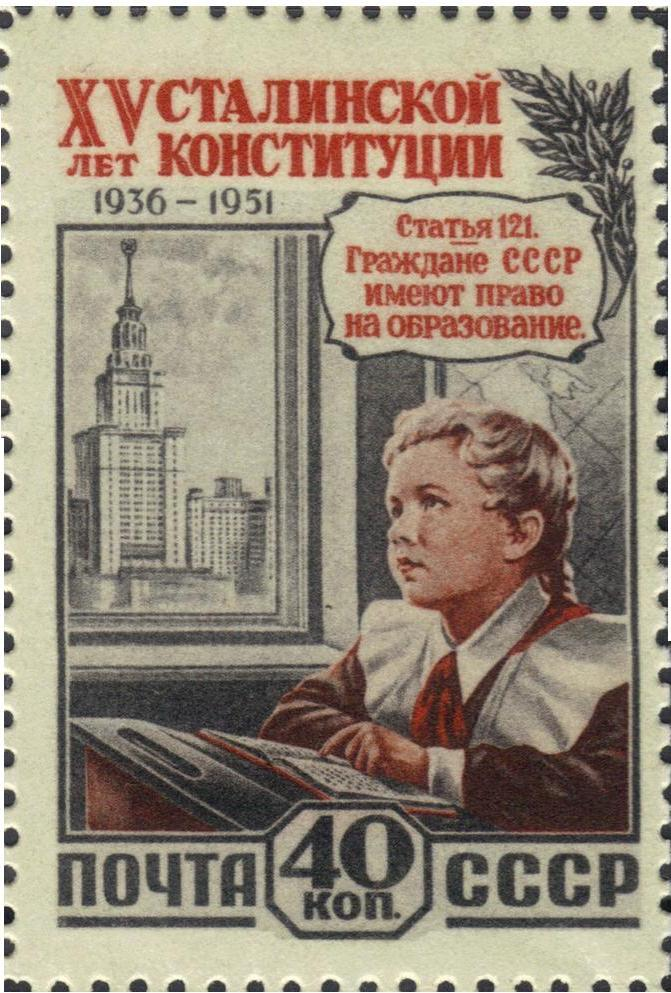
(ЦФА [ИТЦ «Марка»] № 1681)
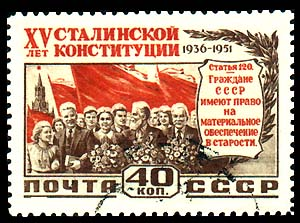
(ЦФА [ИТЦ «Марка»] № 1682)